# Landvoogd
Een landvoogd, vrouwelijk landvoogdes,  ook wel gouverneur-generaal of regent (vrouwelijk regentes) genoemd, is in het algemeen de functiebenaming voor een persoon die een land bestuurt als vertegenwoordiger van de vorst(in) of landsheer/landsvrouwe. In het bijzonder was de landvoogd degene die sinds het begin van de 16e eeuw in de Habsburgse Nederlanden deze laatste vertegenwoordigde wanneer die in het buitenland verbleef.

## Ontwikkeling
Wegens de uitgestrektheid van het rijk van keizer Karel V en zijn vele verplichtingen in andere delen van zijn rijk verbleef de soeverein van de Nederlanden niet altijd in deze streken. Om de vorst te vervangen werd het ambt van landvoogd gecreëerd.
Dit begon toen de minderjarige Karel landsheer werd van de verschillende Nederlandse gewesten en hij zijn tante, Margaretha van Oostenrijk, naast zich kreeg. Zij werd in 1522 officieel als landvoogdes aangesteld met duidelijk omlijnde bevoegdheden.
Na Margaretha van Oostenrijk benoemde Karel V zijn zuster Maria van Hongarije tot gouverneur-generaal. In 1530 zou ze haar intrek nemen in het oude paleis van de hertogen van Brabant op de Koudenberg te Brussel en vandaar de regering leiden.
Ook gedurende de regering van de Spaanse koning Filips II zetelden landvoogden in Mechelen of Brussel. Hun gezag werd bepaald door de volmachten die ze van de koning kregen. Berucht was de tirannieke landvoogd Fernando Álvarez de Toledo (1567-1573) die grote volmacht kreeg schoon schip te maken na de Beeldenstorm. In 1578 weigerden de Staten-Generaal Don Juan nog langer als landvoogd te erkennen na zijn aanval op Namen en Antwerpen. Als vervanger werd de jonge en totaal onervaren Matthias van Oostenrijk aangezocht. Die werd op zijn beurt niet door Filips II geaccepteerd. De opvolger van Don Juan, Alexander Farnese, hertog van Parma, werd niet door de Nederlanden erkend.
De landvoogdij werd meermalen aan leden van het huis Habsburg opgedragen, met name aan Isabella, de kardinaal-infant don Ferdinand,aartshertog Leopold Willem en de tweede don Juan van Oostenrijk. Tussen hen is er een lange reeks van waarnemende gouverneurs: Spaanse diplomaten en hogere officieren uit de beste adellijke geslachten, dragers van klinkende titels die zich onderscheiden hadden op een vooraanstaande post zoals de landvoogdij over het Milanese land. Geen van hen kon echter aanspraak maken op het prestige van het koninklijke bloed, en velen brachten slechts enkele maanden in Brussel door.
Alles bij elkaar werden de Habsburgse Nederlanden gedurende drie eeuwen bestuurd door gouverneurs-generaal, landvoogden en regenten, omdat de natuurlijke vorsten meestal buiten het grondgebied verbleven als hoofd van een machtig rijk.

## Organisatie
De landvoogd was de hoogste vertegenwoordiger van de soeverein in de Nederlanden, en stond hierdoor ook formeel aan het hoofd van de Raad van State, die hij dan ook kon samenroepen als het hem uitkwam. Hij stond ook aan het hoofd van de Collaterale Raden.
Onder Filips II stond de landvoogd onder streng toezicht vanuit Madrid. Dit gebeurde door middel van continue briefwisseling. Deze brieven werd behandeld door de Secretarie van State. Naast de officiële briefwisseling waren er ook geheime instructies. Deze werden eerst door de privésecretaris van de landvoogd behandeld. Omdat de invloed van deze persoon te groot was, zou deze taak later worden overgenomen door de Secretarie van State en Oorlog.

## Bevoegdheden
De landvoogd was de volwaardige plaatsvervanger van de soeverein en had bij deze ook al zijn bevoegdheden. Hij was ook de opperbevelhebber van de troepen, in de Spaanse tijd Leger van Vlaanderen genoemd maar vaker aangeduid als de Spanjaarden of later de Oostenrijkers.  Als er een landvoogdes was, werd deze functie overgelaten aan een ervaren militair.
Natuurlijk was dit slechts de theorie. De vorst zou de teugels in handen proberen houden en de bewegingsvrijheid van de landvoogd zo veel mogelijk indammen. Adellijke benoemingen, benoemingen van bisschoppen, beheer van het kroondomein en vele andere belangrijke bevoegdheden bleven officieel in handen van de vorst, die de landvoogd slechts om advies vroeg bij deze zaken.
Desondanks kwam het vaak tot een botsing tussen Madrid en Brussel, waar ook de Staten-Generaal hun zeg hadden. Ook door de grote afstand tussen beide centra kon de landvoogd vaak heel autonoom optreden. De vorst kon niet van alles op de hoogte zijn en moest zich dan ook vaak beperken tot de brede lijnen van het beleid. De landvoogd kon binnen deze grenzen naar eigen goeddunken handelen.